# André Barrais
André Barrais (Levallois-Perret, 22 februari 1920 – Plougastel-Daoulas, 15 januari 2004) was een Frans basketballer. Hij won met het Frans basketbalteam de zilveren medaille bij de Olympische Spelen van 1948 in Londen. In de finale was Amerika met 65-21 te sterk voor de ploeg die onder leiding stond van bondscoach Robert Busnel. Barrais overleed op 83-jarige leeftijd.
- International Standard Name Identifier: 0000 0003 5731 9138
- Système universitaire de documentation: 129590614
- Virtual International Authority File: 197270565